# Coelogyne loheri
Coelogyne loheri är en orkidéart som beskrevs av Robert Allen Rolfe.
Coelogyne loheri ingår i släktet Coelogyne och familjen orkidéer. Inga underarter finns listade i Catalogue of Life.